# Иклода (Тимиш)
Иклода (рум. Icloda) насеље је у Румунији у округу Тимиш у општини Сакошу Турческ. Oпштина се налази на надморској висини од 95 m.

## Прошлост
По "румунској енциклопедији" насеље се помиње 1054. године, у време сукоба и подела католика и православаца. Назив места је словенског порекла. Православна црква брвнара је подигнута 1755. године. Прва школа, дрвене конструкције грађена је 1803. године. Велики број православних мештана је својевремено прешао у "унију".
Аустријски царски ревизор Ерлер је 1774. године констатовао да место припада Брзавском округу, Чаковачког дистрикта. Становништво је било претежно влашко. Године 1797. месни парох је поп Груја Палић (рукоп. 1793) који се служио румунским језиком.

## Становништво
Према подацима из 2002. године у насељу је живело 290 становника.

### Попис2002.
| Расподела становништва по националности 2002.‍ | Расподела становништва по националности 2002.‍ | Расподела становништва по националности 2002.‍ | Расподела становништва по националности 2002.‍ | Расподела становништва по националности 2002.‍ |
| --------------------------------------------- | --------------------------------------------- | --------------------------------------------- | --------------------------------------------- | --------------------------------------------- |
|                                               |                                               |                                               |                                               |                                               |
| Румуни                                        | Румуни                                        |                                               | 276                                           | 95,8%                                         |
| Роми                                          | Роми                                          |                                               | 12                                            | 4,2%                                          |